# 枝光出入口
枝光出入口（えだみつでいりぐち）は、福岡県北九州市八幡東区にある北九州都市高速5号線の出入口である。2001年に東田地区で開催された北九州博覧祭2001に併せて建設された。
当入口から入った場合、東田出入口、国道3号黒崎バイパス方面には行くことができない。

## 道路
- 北九州高速5号線（504：牧山方面、505：大谷方面）

## 接続する道路
- 福岡県道50号八幡戸畑線

## 歴史
- 2001年（平成13年）7月2日 : 当出入口 - 大谷JCT間開通に伴い供用開始[1]。
- 2008年（平成20年）11月1日 : 枝光入口料金所が大谷JCT側に移設され東田料金所となる[2]。
- 2025年（令和7年）3月1日 : 牧山出入口 - 当出入口間開通[3][4]。

## 料金所
牧山出入口方面の入口にETC専用の料金所が設置される。大谷JCT方面は東田料金所で料金を徴収する。

## 周辺
- 福岡県道50号八幡戸畑線
- THE OUTLETS KITAKYUSHU
- 九州国際大学付属高等学校
- シーサイドスパ
- JR鹿児島本線 枝光駅
- イオンモール八幡東
- 東田第一高炉史跡広場

## 隣
北九州高速5号線
（503)牧山出入口 - (504/505)枝光出入口 - (506)東田出入口（大谷方面） - 東田料金所（大谷方面） - (409)大谷出入口 - (409)大谷JCT